# Nicolas Tikhomiroff
Nicolas Tikhomiroff (Pariz, 22. siječnja 1927. – 17. travnja 2016.) ruski fotograf, rođen i odrastao u Francuskoj. Počeo je raditi za agenciju Magnum Photos 1959. godine. Poznat je po svojim fotografijama svjetske kinematografije, a također ima veliki portfolio ratnih fotografija. Nakon umirovljenja 1987. godine, Tikohomiroff je živio u Provansi u Francuskoj te se posvetio privatnim projektima i esejima.

## Rani život
Tikhomiroff je rođen u Parizu u obitelji ruskih iseljenika. Obrazovao se u internatu daleko od doma s djecom sličnog podrijetla. Govorio je tri jezika: ruski jezik, zatim francuski i engleski kao druge jezike. Kad je navršio sedamnaest godina, odmah nakon oslobođenja Pariza 1944. godine, pridružio se francuskoj vojsci. Nakon što je obavio svoju dužnost, pronašao je posao obrade otisaka kod modnog fotografa.
Oženio se sa Shirley Lou Ritchie, s kojom je dobio kćer Tamaru Joan Tikhomiroff.

## Karijera
Godine 1956. Tikhomiroffa je inspirirao francuski novinar Michel Chevalier te je počeo raditi kao fotograf slobodnjak. Sljedećih nekoliko godina proveo je putujući s Chevalierom na Bliski istok, u Afriku i druge zemlje. Godine 1959. Tikhomiroff se pridružio Magnumu. Teme većine njegovih fotografija bili su ratovi u Kambodži, Laosu i Vijetnamu. Također je za Magnum napravio fotografije svjetske kinematografije. Umirovio se 1987. godine i otad živio u francuskoj Provansi.

## Poznate fotografije
- Snimanje filma Ponoćna zvona redatelja Orsona Wellesa, Španjolska, 1964.
- Italija, Rim, Filmska industrija, 1961., Luchino Visconti, talijanski filmski i kazališni redatelj, u svojem domu.[2]

## Knjige
- Mars 1961 PIAF en studio, Pariz, 2002., ISBN 2-9516043-4-3